# Gebhard Johann Achaz von Alvensleben

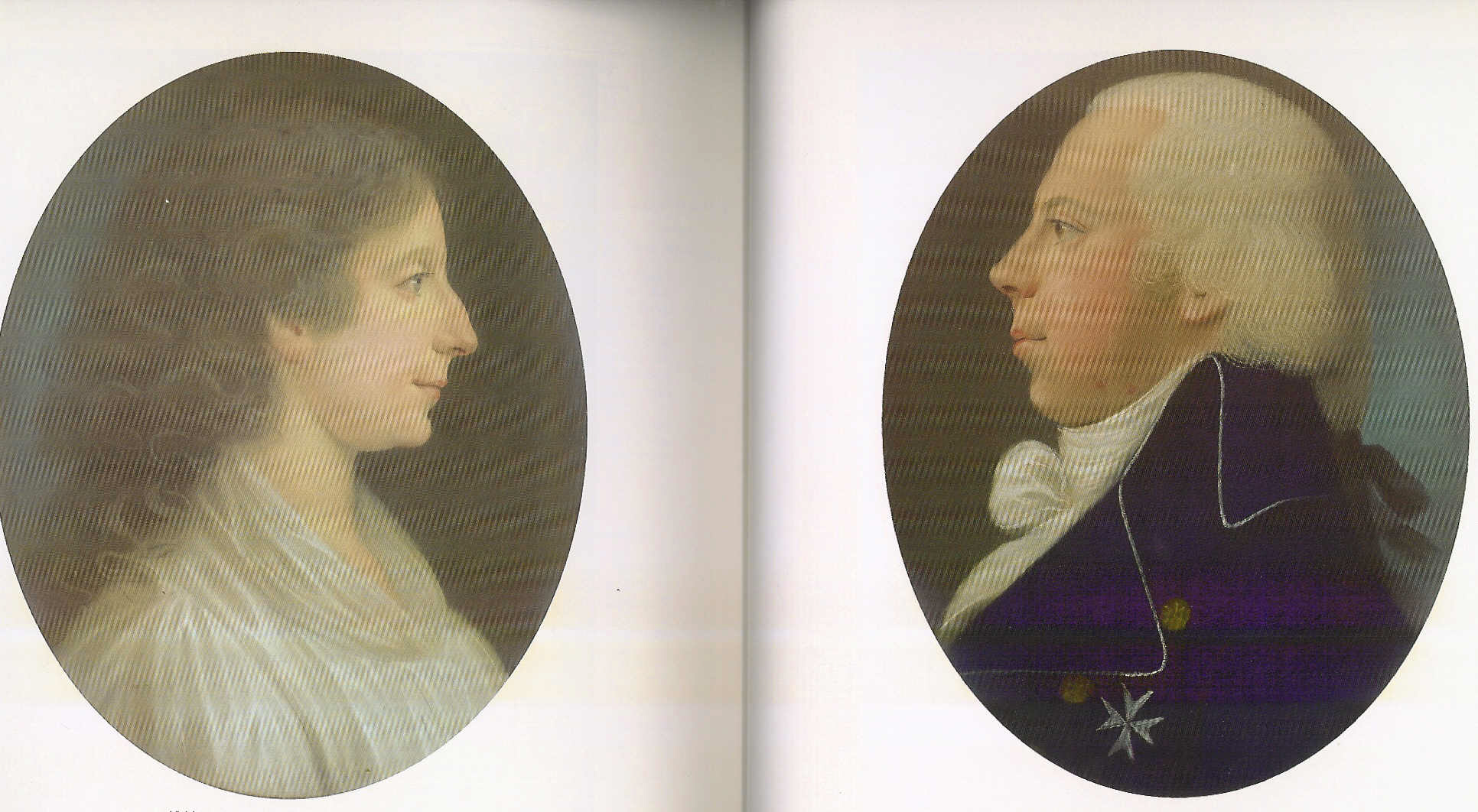
Gebhard Johann Achaz von Alvensleben und seine Frau Karoline von Radecke

Gebhard Johann Achaz von Alvensleben (* 21. August 1764 in Neugattersleben; † 23. April 1840 in Woltersdorf) war Gutsherr in Randau und Woltersdorf.

## Leben
Er entstammte der niederdeutschen Adelsfamilie von Alvensleben und war der dritte Sohn des kurhannoverschen Geheimen Kriegsrates Gebhard August II. von Alvensleben (1709–1779) aus Neugattersleben und dessen zweiter Frau Helena von Alvensleben (1745–1784) aus Eichenbarleben und Bruder des preußischen Ministers Graf Philipp Karl von Alvensleben (1745–1802). Er war in erster Ehe verheiratet mit Karoline von Radecke (1772–1812) und hatte mit ihr vier Kinder. Seine Tochter Amalie (* 18. September 1792; † 28. Oktober 1854) heiratete am 11. September 1832 den späteren preußischen Ministerpräsidenten und Kriegsminister, General Ernst von Pfuel. In zweiter Ehe heiratete Alvensleben Friederike Nantke (1806–1847).
Nach kurzem Studium an der Universität Halle begann er 1783 zunächst eine militärische Laufbahn, wurde 1792 Regimentsadjutant bei Generalleutnant von Reppert. Als solcher nahm er 1793 an dem Feldzug gegen die Franzosen in Flandern und Zweibrücken teil. Anfang 1794 nahm er krankheitshalber als Premierleutnant seinen Abschied.
Durch Erbteilung kam er 1795 in den Besitz der Güter Randau und Woltersdorf. Er wohnte zunächst in Randau, renovierte das dortige Wohnhaus und vergrößerte es durch zwei neue Flügel und zwei massive Seitengebäude. 1830 wurde Randau auf seine Söhne, dem späteren General der Kavallerie Gebhard Karl Ludolf und Karl Hermann Achaz von Alvensleben übertragen. Er war Ritter des Johanniterorden und mehrere Jahre Kreisdeputierter im dritten Distrikt des Holzkreises.